# تپه آرمادلو
تپه آرمادلو مربوط به اواخر دوره ساسانیان - سده‌های اولیه دوران‌های تاریخی پس از اسلام است و در شهرستان جاجرم، بخش مرکزی، دهستان گلستان، روستای آرمادلو واقع شده و این اثر در تاریخ ۷ اسفند ۱۳۸۶ با شمارهٔ ثبت ۲۱۳۰۲ به‌عنوان یکی از آثار ملی ایران به ثبت رسیده است.